# Богашвили, Кукуша Александровна
Кукуша Александровна Богашвили (род. 1929, село Ушапати, Сенакский уезд, ССР Грузия) — колхозница колхоза имени Сталина Ушапатского сельсовета Цхакаевского района, Грузинская ССР. Герой Социалистического Труда (1951).

## Биография
Родилась в 1929 году в крестьянской семье в селе Ушапати Сенакского уезда. В послевоенные годы трудилась на чайной плантации в колхозе имени Сталина Цхакаевского района.
В 1950 году собрала 6589 килограммов сортового чайного листа с площади 0,5 гектаров. Указом Президиума Верховного Совета СССР от 1 сентября 1951 года удостоена звания Героя Социалистического Труда за «получение в 1950 году высоких урожаев сортового зелёного чайного листа» с вручением ордена Ленина и золотой медали «Серп и Молот» (№ 6173).
Этим же указом званием Героя Социалистического Труда была награждена труженица колхоза имени Сталина Тамара Самсоновна Гогинава.
За выдающиеся трудовые достижения по итогам работы в 1977 году была награждена Орденом Октябрьской Революции.
После выхода на пенсию проживала в родном селе Ушупати Цхакаевского района.
Награды
- Герой Социалистического Труда
- Орден Ленина
- Орден Октябрьской Революции (22.02.1978)